# Jezerce (ort)
Jezerce är en ort i Kroatien.   Den ligger i länet Lika, i den centrala delen av landet, 110 km söder om huvudstaden Zagreb. Jezerce ligger 589 meter över havet och antalet invånare är 4 668. Den ligger vid sjön Kozjak.
Terrängen runt Jezerce är kuperad. Runt Jezerce är det mycket glesbefolkat, med 3 invånare per kvadratkilometer. Jezerce är det största samhället i trakten. I omgivningarna runt Jezerce växer i huvudsak lövfällande lövskog.